# Авария Boeing 737 в Новом Орлеане
Авария Boeing 737 в Новом Орлеане — авиационная авария, произошедшая во вторник 24 мая 1988 года. Авиалайнер Boeing 737-3T0 авиакомпании TACA выполнял плановый рейс TA 110 по маршруту Сан-Сальвадор—Белиз—Новый Орлеан, но незадолго до посадки в пункте назначения попал в грозу с градом и лишился тяги обоих двигателей. Экипаж сумел спланировать и благополучно посадить самолёт на защитную насыпь канала. Все находившиеся на его борту 45 человек (38 пассажиров и 7 членов экипажа) выжили.

## Самолёт
Boeing 737-3T0 (регистрационный номер N75356, заводской 23838, серийный 1505) был выпущен в 1988 году (первый полёт совершил 26 января). 10 мая того же года был передан авиакомпании TACA. Оснащён двумя турбовентиляторными двигателями CFM International CFM56-3B1. На день аварии налетал 81 час.

## Экипаж
Состав экипажа рейса TA 110 был таким:
- Командир воздушного судна (КВС) — 29-летний Карлос Дардано (исп. Carlos Dardano). Очень опытный пилот, налетал 13 410 часов (свыше 11 000 из них в должности КВС), 4011 из них на Boeing 737.
- Второй пилот — 48-летний Дионисио Лопес (исп. Dionisio López). Очень опытный пилот, налетал свыше 12 000 часов.

Также в кабине вместе с экипажем находился Артуро Солей (исп. Arturo Soley), пилот-инструктор авиакомпании TACA.
В салоне самолёта работали четверо бортпроводников.

## Хронология событий

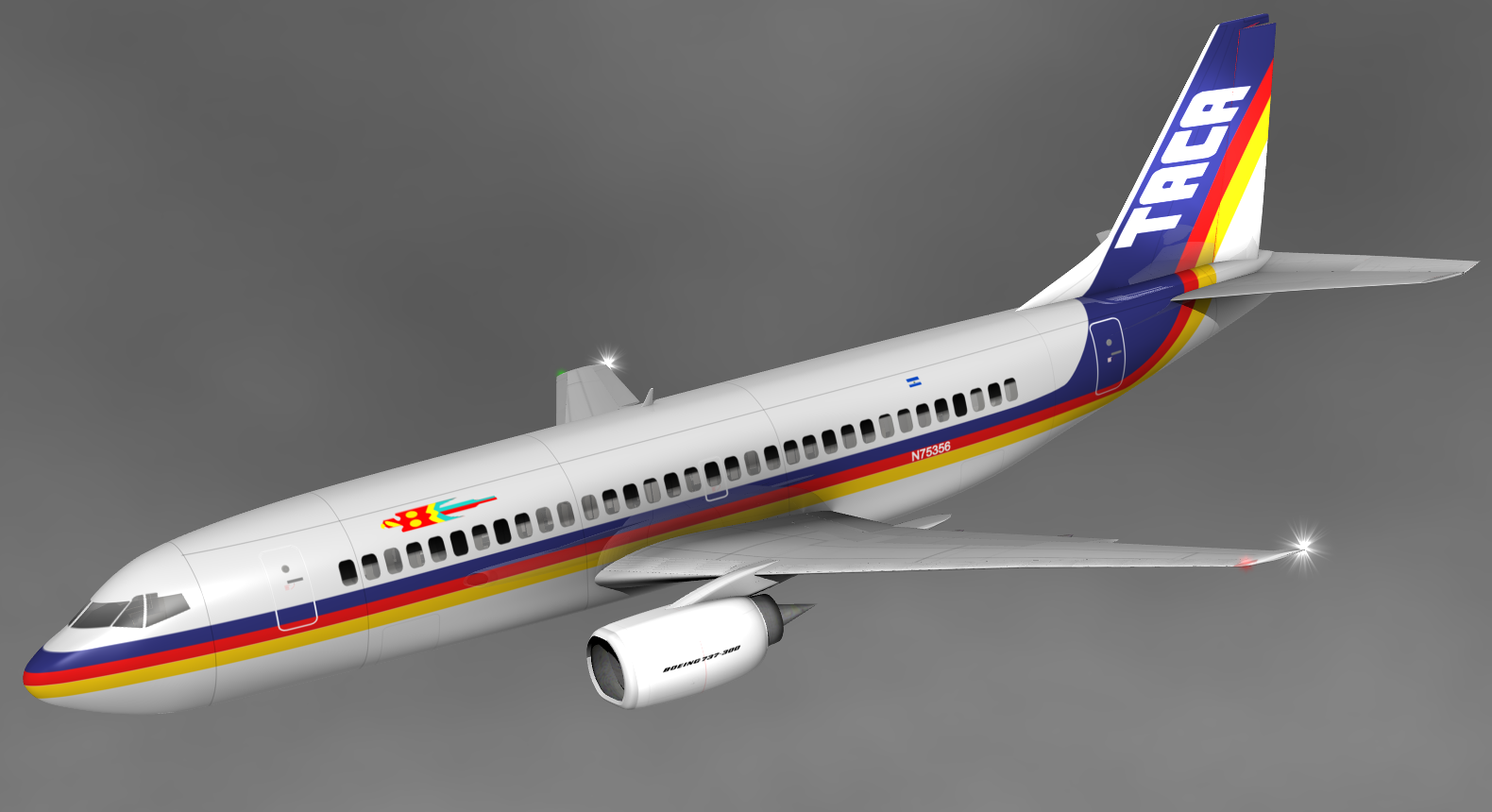
Рейс TA 110 летит сквозь район обильных осадков (компьютерная реконструкция)

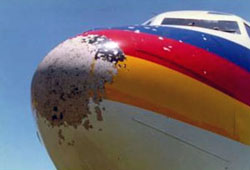
Повреждения обтекателя рейса 110

Рейс TA 110 вылетел из Белиза в 10:55 CDT и взял курс на Новый Орлеан (первый отрезок маршрута (Сан-Сальвадор—Белиз) прошёл без происшествий). На его борту находились 7 членов экипажа и 38 пассажиров.
Лайнер нормально снижался с эшелона FL350 (10 650 метров) для посадки в Новом Орлеане. Пилоты следили за погодой с помощью погодного радара, так как гроза и град развивались. Когда рейс 110 прошёл высоту 9100 метров и вошел в плотный облачный слой, экипаж включил противообледенительную систему для защиты от льда и атмосферных осадков, а также для предупреждения срыва пламени и потери тяги двигателей. Но несмотря на полёт по погодному радару, рейс 110 попал в район обильных осадков.
На высоте 5000 метров оба двигателя неожиданно потеряли тягу, что привело к потере электроснабжения. Это привело к тому, что метка рейса TA 110 исчезла с экранов радаров авиадиспетчеров аэропорта Нового Орлеана и была потеряна радиосвязь. Пилоты произвели запуск ВСУ, когда самолёт прошел высоту 3200 метров, а затем предприняли попытку перезапуска двигателей; энергии от ВСУ было достаточно для запуска двигателей. На высоте всего 1500 метров экипажу удалось запустить сначала двигатель №1 (левый) и сразу же двигатель №2 (правый).
Но сразу же обнаружилась проблема — двигатели работали, но не давали мощности. Через несколько секунд в кабине экипажа раздался сигнал о перегреве двигателей и возможности их возгорания, поэтому КВС принял решение отключить оба двигателя. Рейс 110 в этот момент находился на высоте 1100 метров и вышел из облаков, но дождь продолжался. Без тяги двигателей у экипажа было менее 3 минут для поиска места, пригодного для аварийной посадки. Авиадиспетчер предложил посадку на шоссе, до которого было 11 километров, но командир решил, что самолёт не долетит до него.
Лайнер быстро терял высоту, на высоте 600 метров прозвучал сигнал GPWS о низкой высоте полёта. На высоте 450 метров экипаж принял решение об аварийной посадке на воду, но во время снижения к каналу второй пилот заметил насыпь, которая находилась справа параллельно каналу в 31 километре от аэропорта Новый Орлеан. Для корректировки курса КВС выполнил манёвр «скольжение на крыло», пилоты заняли нужный курс на высоте 210 метров и начали выравнивание для посадки. В 12:55 CDT рейс TA 110 коснулся земли сначала одной задней стойкой шасси, затем другой, и после экипажу удалось безопасно остановить лайнер. В результате аварийной посадки никто из 45 человек на борту рейса 110 не погиб, но 1 пассажир получил ранения.

## Расследование

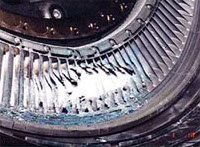
Фотография повреждённого двигателя рейса 110

Расследование причин аварии рейса TA 110 проводил Национальный совет по безопасности на транспорте (NTSB).
Согласно окончательному отчёту расследования, отказ обоих двигателей произошёл из-за града и дождя. Град, попадая в двигатели, таял и образовывал воду. Также во время полёта лайнер попал в область интенсивных осадков.
NTSB подсчитал, что образовавшаяся вода могла вызвать отказ двигателей, хотя они соответствовали нормам Федерального управления гражданской авиации США и их сертификация защиты от воды проходила на высоких оборотах двигателей и они стабильно работали. Но так как рейс 110 снижался, автопилот автоматически уменьшил обороты двигателей. Следователи NTSB решили ещё раз провести испытания на стенде, но с установленной мощностью, которая соответствовала моменту перед отказом двигателей. В результате двигатели не смогли справиться с потоком воды и отказали.

## Последствия аварии
NTSB дал рекомендации по изменению конструкции двигателей, которые включали изменение формы передней части двигателя для уменьшения попадания града в двигатель и были добавлены дополнительные дренажные отверстия.

## Дальнейшая судьба самолёта

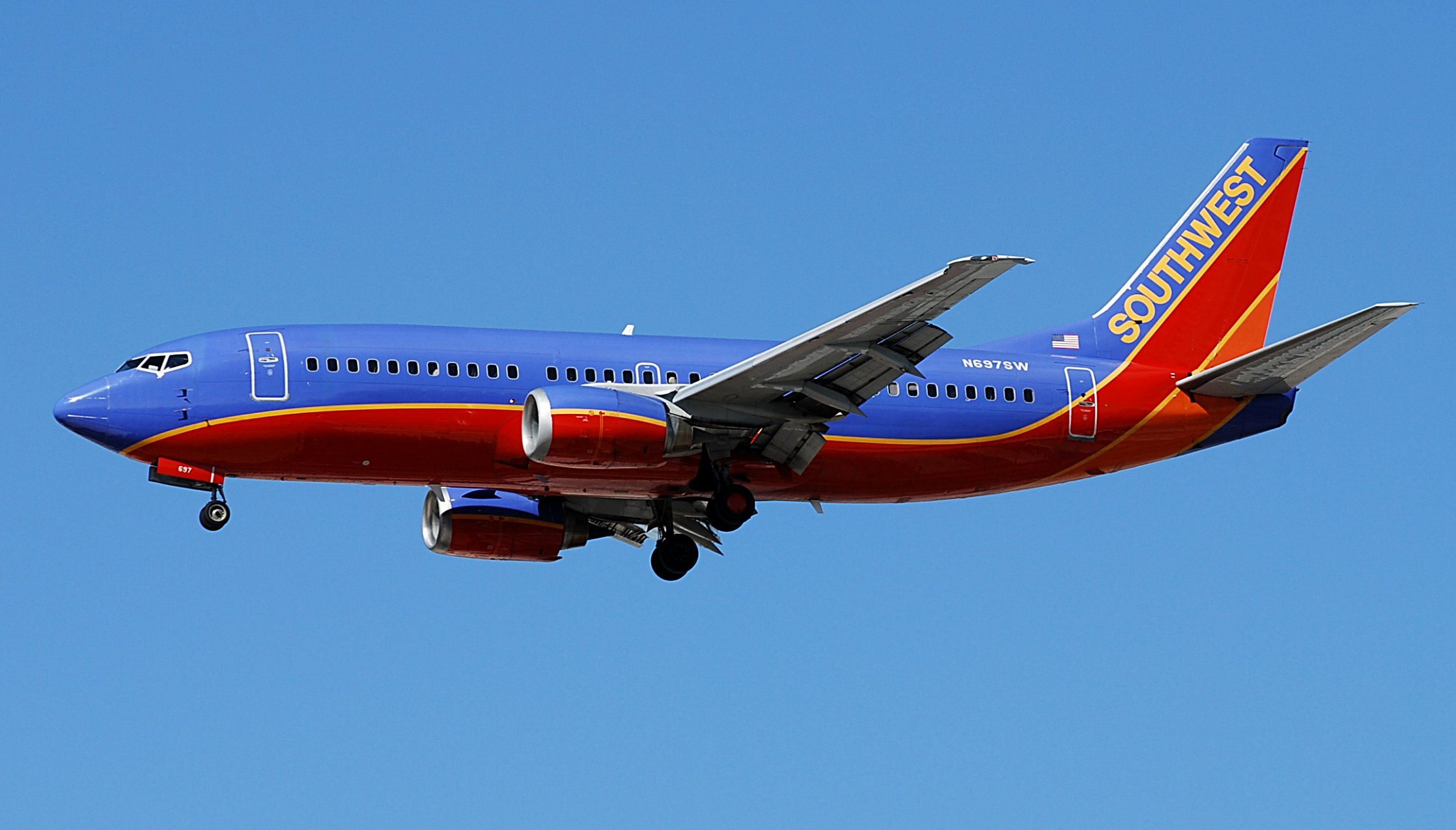
Пострадавший самолёт в 2010 году

Boeing 737-3T0 борт N75356 был успешно отремонтирован и продолжил эксплуатироваться авиакомпанией TACA. После неё эксплуатировался авиакомпаниями:
- Aviateca[англ.] (с 30 октября 1989 года по 16 апреля 1991 года, борт N75356),
- America West Airlines (с 16 апреля 1991 года по 7 января 1993 года, борт N319AW),
- Morris Air[англ.] (с 7 января 1993 года по январь 1995 года, борт N319AW).

В январе 1995 года был куплен авиакомпанией Southwest Airlines, которой эксплуатировался до 2 декабря 2016 года (в ней он получил бортовой номер N764MA, 6 июня того же года был перерегистрирован и его б/н сменился на N697SW, а его пассажировместимость увеличилась до 137 человек).
2 декабря 2016 года лайнер был списан и поставлен на хранение.
Карлос Дардано продолжил работу пилотом гражданской авиации и итого проработал 49 лет (35 лет с момента аварии в Новом Орлеане), выйдя в отставку 1 сентября 2023 года.

## Культурные аспекты
Авария рейса 110 TACA показана в 11 сезоне канадского документального телесериала Расследования авиакатастроф в серии Посадка невозможна.

### Катастрофы по аналогичным причинам
- Катастрофа DC-9 в Нью-Хоупе
- Катастрофа Boeing 737 под Джокьякартой

### Аварийные посадки на поле
- Аварийная посадка A321 под Жуковским
- Авария A320 под Новосибирском